# Едмънд Лейтън
Едмънд Блеър Лейтън (на английски: Edmund Blair Leighton, 21 септември 1853 – 1 септември 1922 г.) е английски художник, свързан с романтизма и Прерафаелитското братство.

## Биография
Едмънд Лейтън е роден на 21 септември 1853 г. и е син на художника Чарлс Блеър Лейтън. След като завършва средното си образование, учи в Кралската академия на изкуствата. Жени се за Катерин Наш през 1885 г.; двамата имат син и дъщеря. Ежегодно прави изложби в Кралската академия от 1878 до 1920 г. Както може да се очаква от неговата страст към историческия жанр, той е и колекционер на стари музикални инструменти, древни картини и мебели. Живее в Лондон и умира на 1 септември 1922 г.

## Творчество
Лейтън е художник, занимаващ се с историческия жанр и най-вече Средновековието, но също и периода, наречен Британско регентство. Неговата популярност продължава да расте, заради реалистичните му романтични картини, където са изобразени красиви принцеси, девойки и смели рицари.

## Избрани творби
- „Шиене на знамето“ (Stitching the Standard)
- „Тристан и Изолда“ (Tristan and Isolde, 1902)
- „Във време на опасност“ (In Time of Peril, 1897)
- „Сладко усамотение“ (Sweet solitude, 1919)
- „Благотворителността на Св. Елизабет от Тюрингия“ (The Charity of St. Elizabeth of Hungary, 1895)
- „Малък принц, който след време ще наследи кралския трон“ (A little prince likely in time to bless a royal throne, 1904)
- „Моя прекрасна лейди“ (My fair Lady, 1914)

- Абелард и неговата ученичка Елиза (Abaelard and his Pupil Heloise, 1882)
- Дълг (Duty, 1883)
- Жената на гладиатора (The Gladiator's Wife, 1884)
- Репетицията (The Rehearsal, 1888)
- На оръжие! (Call To Arms, 1888)
- Открадната интервю (A Stolen Interview, 1888)
- Оливия (Olivia, 1888)
- Как Лиза обичаше краля (How Liza Loved the King, 1890)
- Сложи ръка си върху моята и ми вярвай (Lay thy sweet hand in mine and trust in me, 1891)
- Лейди Годайва (Lady Godiva, 1892)
- Две струни (Two Strings, 1893)
- Довиждане (Goodbye, 1893)
- Изстрелян в живота (Launched in Life, 1894)
- Моя съсед (My Next-Door Neighbour, 1894)
- Услуга (A Favour, 1898)
- С Бога напред! (God Speed!, 1900)
- На прага (On the Threshold, 1900)
- Посвещаване в рицарство (The Accolade, 1901)
- Адио (Adieu, 1901)
- Люляк (Lilac, 1901)
- Тристан и Изолда (Tristan and Isolde, 1907)
- Посвещението (The Dedication, 1908)
- Сянката (The Shadow, 1909)
- Ключът (The Key, 1909)
- Към непознатата земя (To the Unknown Land, 1911)
- Юношеството на Алфред Велики (The Boyhood of Alfred The Great, 1913)
- Моя прекрасна лейди (My Fair Lady, 1914)
- Хапка (A Nibble, 1914)
- Сватбен марш (The Wedding March, 1919)
- Лорд на Бърлей, Тенисън (The Lord of Burleigh, Tennyson, 1919)
- Сладко усамотение (Sweet Solitude, 1919)
- След служба (After Service, 1921)
- Нежно сбогом (The Fond Farewell)
- Господар на имението (Lord of the Manor)
- Скръб и песен (Sorrow and Song)
- Дама в градина (Lady in a Garden)
- Благотворителността на Св. Елизабет от Тюрингия (The Charity of St. Elizabeth of Hungary)
- Денят на розата (The Rose's Day)
- Шиене на знамето (Stitching the Standard)
- Краля и просякинята (The King and the Beggar-maid)
- Край на песента (End of the Song)
- Рицар (Knighted)
- Чакаща (Waiting)
- Кромуел, разпускайки Дългия парламент (Cromwell dissolving the Long Parliament)
- Среща в гората (Forest Tryst)
- Сладки за сладката (Sweets to the Sweet)
- Ухажване (Courtship)
- Молбата (The Request)